# الحنكة (القبيطة)

تعديل مصدري - تعديل

الحنكة هي إحدى قرى عزلة اليوسفين بمديرية القبيطة التابعة لمحافظة لحج، بلغ تعداد سكانها 1100 نسمة حسب تعداد اليمن لعام 2004.